# 4255 Spacewatch
4255 Spacewatch è un asteroide della fascia principale. Scoperto nel 1986, presenta un'orbita caratterizzata da un semiasse maggiore pari a 3,9761106 UA e da un'eccentricità di 0,1562593, inclinata di 2,60700° rispetto all'eclittica.